# Fusarium dlaminii
Fusarium dlaminii är en svampart som beskrevs av Marasas, P.E. Nelson & Toussoun 1986. Fusarium dlaminii ingår i släktet Fusarium och familjen Nectriaceae.   Inga underarter finns listade i Catalogue of Life.